# Еотрицератопс
Еотріцератопс (Eotriceratops) — рід птахотазових динозаврів родини цератопсиди (Ceratopsidae). Включає лише один вид Eotriceratops xerinsularis, відомий за своїми неповними викопними рештками.

## Назва
Назву роду Eotriceratops перекладають як «ранній трицератопс». Названий так за його схожість з трицератопсом та через ранній вік існування.
Видова назва xerinsularis означає «сухий острів». Вид названий на честь національного парку Dry Island Buffalo Jump Provincial Park, у якому знайшли рештки динозавра.

## Опис

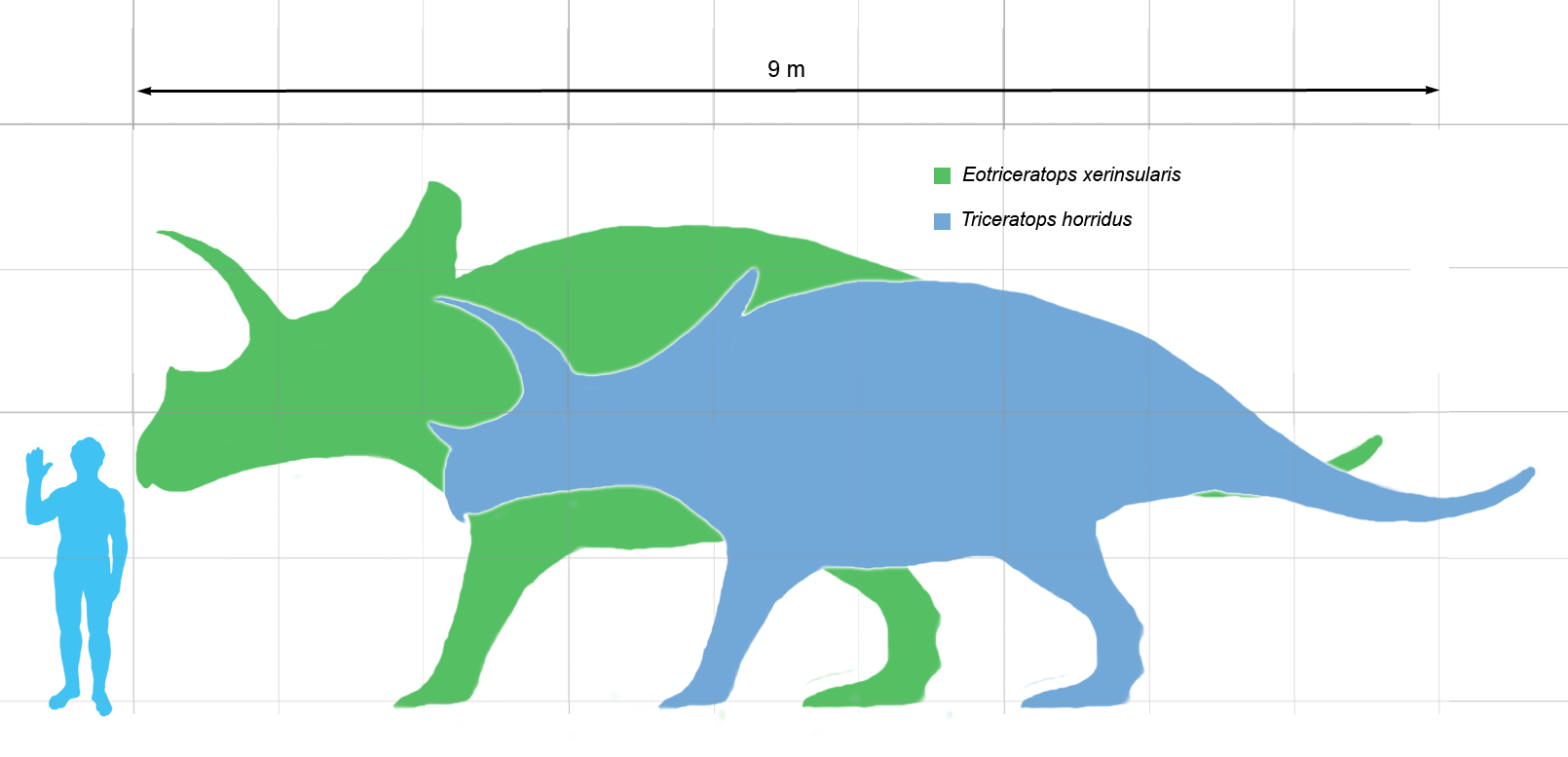
Порівняння розмірів Eotriceratops (зелений), Triceratops (блакитний) і людини

Вид описаний по неповному скелету, що був знайдений у відкладеннях сланців формування Каньйон Підкови у провінції Альберта в Канаді. Динозавр існував у кінці крейди (67,6 млн років тому). Відомий череп 3 м завдовжки, отже загальна довжина має бути близько 9 м. Також описано кілька шийних і спинних хребців та ребер. Вид мав невеликий ріг на носі й два великих надбрівних роги. Він дуже схожий на трицератопса, але відрізняється деякими особливостями кісток черепа, зокрема незвично вираженою виличною кісткою і надзвичайно подовженою, сплощеною і тонкою кісткою epoccipitals (кістка обличчя).